# Выборы главы Республики Бурятия (2022)
Выборы главы Республики Бурятия состоялись в Бурятии 11 сентября 2022 года в единый день голосования. Это пятые по счёту выборы президента/главы Республики Бурятия. Предыдущие выборы проходили в 1994, 1998, 2002 и 2017 годах. В 2007 и 2012 годах президент/глава назначался Народным хуралом Бурятии по предложению президента РФ).
Председатель Центральной избирательной комиссии Республики Бурятия — Александр Акчурин.

## Предшествующие события
Победу на прошлых выборах, проходивших 10 сентября 2017-го, одержал нынешний руководитель РБ Алексей Цыденов. Он заручился поддержкой 87,43% избирателей.

## Ключевые даты
9 июня 2022 года депутаты Народного Хурала Республики Бурятия на внеочередной сессии утвердили дату голосования — 11 сентября 2022 года (Единый день голосования).

## Кандидаты
12 июня 2022 г. Бурятское региональное отделение (БРО) КПРФ определилось с кандидатом на пост главы региона. Вопреки ожиданиям, за это кресло поборется не лидер бурятских коммунистов Вячеслав Мархаев, а его однопартиец – депутат Народного Хурала, председатель комитета по госустройству, Виктор Малышенко.
Бурятское региональное отделение партии «Единая Россия» на конференции 13 июня 2022 г. выдвинуло кандидатом Алексея Цыденова. Ранее, в начале июня 2022 г., Алексей Цыденов, выдвинувший свою кандидатуру на второй срок, заручился поддержкой Президента России В.В. Путина. В тот же день Республиканское отделение партии «Новые люди» выдвинуло в главы Бурятии предпринимателя Семёна Матхеева. Его кандидатура была единогласно одобрена на партийной конференции, состоявшейся вечером 13 июня.
14 июня состоялась конференция регионального отделения ЛДПР, где однопартийцы выдвинули и единогласно поддержали кандидатуру лидера отделения — Сергея Дороша на выборы главы Бурятии. На следующий день он подал документы в Избирком Бурятии.
15 июня Алексей Цыденов первым подал документы в Избирком Бурятии. Кроме Цыденова и Дороша, документы в Избирком также сдали кандидат от КПРФ депутат Хурала Виктор Малышенко и кандидат от партии «Новые люди» бизнесмен Семён Матхеев.